# Kleingewässerlandschaft an den Letschower Tannen (bei Schwaan)
Kleingewässerlandschaft an den Letschower Tannen (bei Schwaan) este o arie protejată (arie specială de conservare — SAC, sit de importanță comunitară — SCI) din Germania întinsă pe o suprafață de 1.074 ha, integral pe uscat.

## Localizare
Centrul sitului Kleingewässerlandschaft an den Letschower Tannen (bei Schwaan) este situat la coordonatele 53°54′25″N 12°02′30″E / 53.9069°N 12.0417°E.

## Înființare
Situl Kleingewässerlandschaft an den Letschower Tannen (bei Schwaan) a fost declarat sit de importanță comunitară în aprilie 2004 pentru a proteja 2 specii de animale. Situl a fost protejat și ca arie specială de conservare în august 2016.

## Biodiversitate
Situată în ecoregiunea continentală, aria protejată conține 5 habitate naturale: Lacuri eutrofice naturale cu vegetație de tip Magnopotamion sau Hydrocharition, Lacuri și iazuri distrofice naturale, Mlaștini turboase de tranziție și turbării mișcătoare, Păduri de fag Luzulo-Fagetum, Păduri de fag Asperulo-Fagetum.
La baza desemnării sitului se află mai multe specii protejate de  amfibieni (2): buhai de baltă cu burta roșie (Bombina bombina), triton cu creastă (Triturus cristatus)